# Neupré
Neupré es una comuna de la región de Valonia, en la provincia de Lieja, Bélgica. A 1 de enero de 2019 tenía una población estimada de 9923 habitantes.

## Geografía
Se encuentra ubicada al sureste del país en la región natural del Condroz.

### Secciones del municipio
El municipio comprende los antiguos municipios, que se fusionaron en 1977:
| - Éhein - Rotheux-Rimière - Neuville-en-Condroz - Plainevaux |

### Pueblos y aldeas del municipio
Strivay, Houte-si-Plou

## Demografía

### Evolución
Todos los datos históricos relativos al actual municipio, el siguiente gráfico refleja su evolución demográfica, incluyendo municipios después de efectuada la fusión el 1 de enero de 1977.
| Gráfica de evolución demográfica de Neupré entre 1846 y 2018 |
|                                                              |